# مریم‌گلی سفید
مریم‌گلی سفید (نام علمی: Salvia alba) نام یک گونه از سرده مریم‌گلی است.